# Precis adulatrix
Precis adulatrix är en fjärilsart som beskrevs av Hans Fruhstorfer 1902. Precis adulatrix ingår i släktet Precis och familjen praktfjärilar. Inga underarter finns listade i Catalogue of Life.